# María Antonieta Pons
María Antonieta Pons (11 juillet ou 6 novembre 1992 La Havane – 20 août 2004 Mexico) est une actrice mexicaine et une célèbre danseuse de rumba.

## Biographie
Née à Cuba, d'origine catalane, elle émigre au Mexique où elle devint une actrice très populaire ainsi qu'une extraordinaire danseuse de rumba. Elle mit fin à sa carrière en 1979.

## Filmographie
- 1938 : Siboney de Juan Orol (son premier mari)
- 1942 : La última aventura de Chaflán: Noche de ronda
- 1943 : Konga Roja ; Mi reino por un torero ; Viva mi desgracia ; Balajú ; Cruel destino de Juan Orol ; Toros, amor y gloria
- 1944 : Rosalinda ; Toda una vida ; Los misterios del hampa de Juan Orol
- 1945 : La reina del trópico ; Pasiones tormentosas ; Embrujo antillano de Juan Orol (coréalisateur)
- 1946 : La vida íntima de Marco Antonio y Cleopatra ; La insaciable
- 1947 : Angel o demonio ; La sin ventura ; La bien pagada
- 1948 : Flor de caña
- 1949 : La hija del penal ; La mujer del puerto ; Un cuerpo de mujer ; Piña madura ; Nuestras vidas
- 1950 : El ciclón del Caribe de Ramón Pereda (son second mari) ; La reina del mambo de Ramón Pereda
- 1951 : María Cristina de Ramón Pereda ; La niña Popoff de Ramón Pereda
- 1952 : Carnaval en Brasil (connu aussi sous le nom de Carnaval Atlantida) production brésilienne
- 1953 : Mi noche de bodas
- 1954 : Necesito un marido ;  Gaviota ;  Qué bravas las costeñas ; Casa de perdición ; La culpa de los hombres
- 1956 : ¡Nunca me hagan eso! ; El teatro del crimen
- 1957 : Sucedió en México ;  Flor de canela ; Las mil y una noches ; Los legionarios ; La odalisca n° 13
- 1958 : Acapulqueña ; Ferias de México ; Las cuatro milpas
- 1959 : Una estrella y dos estrellados ; Viva Jalisco que es mi tierra ! de Ramón Pereda
- 1960 : Vámonos para la feria ; El centauro del norte de Ramón Pereda
- 1961 : Romance en Puerto Rico de Ramón Pereda
- 1962 : Voy de gallo de Ramón Pereda
- 1965 : Caña brava de Ramón Pereda